# 1974年のロッテオリオンズ
1974年のロッテオリオンズでは、1974年のロッテオリオンズにおける動向をまとめる。
この年のロッテオリオンズは、金田正一監督の2年目のシーズンであり、4年ぶりのリーグ優勝と毎日時代以来24年ぶりの日本シリーズ制覇を達成したシーズンである。また、日本野球機構に登記する保護地域についても、暫定的に宮城県に移し、宮城球場を本拠地登録したが、実際は1973年とほぼ日程編成は変わらなかった。
この年は後期ステージ1位からのプレーオフ制覇によりリーグ優勝、その後日本シリーズを制しているが、ロッテはこれ以後、2024年現在まで年間勝率第1位からリーグ優勝・日本一になっておらず、日本プロ野球全12球団で最も遠ざかっている。

## チーム成績

### レギュラーシーズン
| 1 | 中 | 弘田澄男     |
| 2 | 一 | ラフィーバー |
| 3 | 三 | 有藤通世     |
| 4 | 左 | アルトマン   |
| 5 | 二 | 山崎裕之     |
| 6 | 右 | 池辺巌       |
| 7 | 捕 | 村上公康     |
| 8 | 遊 | 飯塚佳寛     |
| 9 | 投 | 成田文男     |

| 順位 | 4月終了時 | 4月終了時 | 5月終了時 | 5月終了時 | 前期成績 | 前期成績 |
| ---- | --------- | --------- | --------- | --------- | -------- | -------- |
| 1位  | ロッテ    | --        | 阪急      | --        | 阪急     | --       |
| 2位  | 阪急      | 1.0       | 太平洋    | 2.5       | ロッテ   | 4.5      |
| 3位  | 太平洋    | 4.0       | ロッテ    | 4.0       | 太平洋   | 6.5      |
| 4位  | 日本ハム  | 4.5       | 近鉄      | 7.0       | 南海     | 7.0      |
| 5位  | 近鉄      | 5.5       | 日本ハム  | 8.0       | 近鉄     | 9.0      |
| 6位  | 南海      | 6.0       | 南海      | 8.5       | 日本ハム | 12.0     |

| 順位 | 7月終了時 | 7月終了時 | 8月終了時 | 8月終了時 | 後期成績 | 後期成績 |
| ---- | --------- | --------- | --------- | --------- | -------- | -------- |
| 1位  | ロッテ    | --        | ロッテ    | --        | ロッテ   | --       |
| 2位  | 南海      | --        | 南海      | 2.5       | 南海     | 5.0      |
| 3位  | 日本ハム  | 2.5       | 阪急      | 4.5       | 阪急     | 5.0      |
| 4位  | 太平洋    | 3.5       | 太平洋    | 7.5       | 太平洋   | 10.0     |
| 5位  | 近鉄      | 4.0       | 近鉄      | 9.5       | 近鉄     | 10.0     |
| 6位  | 阪急      | 5.0       | 日本ハム  | 12.0      | 日本ハム | 15.0     |

| 順位 | 球団                   | 勝 | 敗 | 分 | 勝率 | 差   |
| 1位  | 阪急ブレーブス         | 36 | 23 | 6  | .610 | 優勝 |
| 2位  | ロッテオリオンズ       | 31 | 27 | 7  | .534 | 4.5  |
| 3位  | 太平洋クラブライオンズ | 30 | 30 | 5  | .500 | 6.5  |
| 4位  | 南海ホークス           | 27 | 28 | 10 | .491 | 7.0  |
| 5位  | 近鉄バファローズ       | 27 | 32 | 6  | .458 | 9.0  |
| 6位  | 日本ハムファイターズ   | 25 | 36 | 4  | .410 | 12.0 |

| 順位 | 球団                   | 勝 | 敗 | 分 | 勝率 | 差   |
| 1位  | ロッテオリオンズ       | 38 | 23 | 4  | .623 | 優勝 |
| 2位  | 南海ホークス           | 32 | 27 | 6  | .542 | 5.0  |
| 3位  | 阪急ブレーブス         | 33 | 28 | 4  | .541 | 5.0  |
| 4位  | 太平洋クラブライオンズ | 29 | 34 | 2  | .460 | 10.0 |
| 4位  | 近鉄バファローズ       | 29 | 34 | 2  | .460 | 10.0 |
| 6位  | 日本ハムファイターズ   | 24 | 39 | 2  | .381 | 15.0 |

| 順位 | 球団                   | 勝 | 敗 | 分 | 勝率 | 差   |
| 1位  | ロッテオリオンズ       | 69 | 50 | 11 | .580 | 優勝 |
| 2位  | 阪急ブレーブス         | 69 | 51 | 10 | .575 | 0.5  |
| 3位  | 南海ホークス           | 59 | 55 | 16 | .518 | 7.5  |
| 4位  | 太平洋クラブライオンズ | 59 | 64 | 7  | .480 | 12.0 |
| 5位  | 近鉄バファローズ       | 56 | 66 | 8  | .459 | 14.5 |
| 6位  | 日本ハムファイターズ   | 49 | 75 | 6  | .395 | 22.5 |

*優勝はプレーオフで決定。2位以下はプレーオフの結果に関係なく勝率順で決定

### プレーオフ
| 日付                       | 試合   | ビジター球団（先攻） | スコア   | ホーム球団（後攻） | 開催球場     |
| 10月5日（土）              | 第1戦  | ロッテオリオンズ     | 3 - 2    | 阪急ブレーブス     | 阪急西宮球場 |
| 10月6日（日）              | 第2戦  | ロッテオリオンズ     | 8 - 3    | 阪急ブレーブス     | 阪急西宮球場 |
| 10月7日（月）              | 移動日 | 移動日               | 移動日   | 移動日             | 移動日       |
| 10月8日（火）              | 第3戦  | 雨天中止             | 雨天中止 | 雨天中止           | 県営宮城球場 |
| 10月9日（水）              | 第3戦  | 阪急ブレーブス       | 0 - 4    | ロッテオリオンズ   | 県営宮城球場 |
| 年間優勝：ロッテオリオンズ |        |                      |          |                    |              |

### 日本シリーズ
| 日付                                    | 試合   | ビジター球団（先攻） | スコア | ホーム球団（後攻） | 開催球場   |
| --------------------------------------- | ------ | -------------------- | ------ | ------------------ | ---------- |
| 10月16日（水）                          | 第1戦  | ロッテオリオンズ     | 4 - 5  | 中日ドラゴンズ     | 中日球場   |
| 10月17日（木）                          | 第2戦  | ロッテオリオンズ     | 8 - 5  | 中日ドラゴンズ     | 中日球場   |
| 10月18日（金）                          | 移動日 | 移動日               | 移動日 | 移動日             | 移動日     |
| 10月19日（土）                          | 第3戦  | 中日ドラゴンズ       | 5 - 4  | ロッテオリオンズ   | 後楽園球場 |
| 10月20日（日）                          | 第4戦  | 中日ドラゴンズ       | 3 - 6  | ロッテオリオンズ   | 後楽園球場 |
| 10月21日（月）                          | 第5戦  | 中日ドラゴンズ       | 0 - 2  | ロッテオリオンズ   | 後楽園球場 |
| 10月22日（火）                          | 移動日 | 移動日               | 移動日 | 移動日             | 移動日     |
| 10月23日（水）                          | 第6戦  | ロッテオリオンズ     | 3 - 2  | 中日ドラゴンズ     | 中日球場   |
| 優勝：ロッテオリオンズ（24年ぶり2回目） |        |                      |        |                    |            |

## オールスターゲーム1974
| ポジション | 名前       | 選出回数 |
| ---------- | ---------- | -------- |
| コーチ     | 土屋弘光   |          |
| 投手       | 木樽正明   | 5        |
| 投手       | 村田兆治   | 2        |
| 捕手       | 村上公康   | 2        |
| 二塁手     | 山崎裕之   | 5        |
| 三塁手     | 有藤通世   | 5        |
| 遊撃手     | 千田啓介   | 2        |
| 外野手     | アルトマン | 5        |
| 外野手     | 弘田澄男   | 初       |

- 太字はファン投票で選ばれた選手。

## できごと
- 4月27日：川崎球場の太平洋クラブ戦4回表、外野フライでホームに走った弘田澄男選手を、太平洋の宮寺勝利捕手が足で引っかけて転倒、怒った金田正一監督は宮寺捕手を蹴り飛ばし、また太平洋のドン・ビュフォード選手が金田監督に飛びついた事から両軍大乱闘。金田監督とビュフォード選手は退場となり、また宮寺捕手は走塁妨害とされ弘田選手の得点は認められる。
- 6月13日 - 6月23日：ジョージ・アルトマン選手、パ・リーグ新記録となる「6試合連続本塁打」を達成。
- 8月7日：宮城球場の南海戦でアルトマン選手が試合中に倒れる。診察の結果、初期の「大腸癌」である事が判明、直ちに アメリカ合衆国に帰国し手術、手術は成功したが、これがきっかけでアルトマン選手はこの年限りで退団（翌年には阪神に移籍）となる。
- 9月5日：平和台球場の太平洋クラブ戦7回、守備から帰ってきたロッテナインに、スタンドから酒が降りかけられ、金田監督は激怒のあまり試合続行を一時拒否、31分中断。
- 9月19日：同月5日（先述）のトラブルでロッテ側が試合続行拒否をした事で、パ・リーグの岡野祐会長はロッテ・太平洋の両球団代表に、試合続行拒否は野球規則の誤った適用を強要したことであり、また太平洋球団には球団施設警部の面に万全を期す様に要望書を送った。だが当日の大阪球場の南海戦7回、ロッテ守備中にスタンドからコップが投げ入れ、岩崎忠義外野手がうずくまるアクシデントが発生、ロッテ側はスタンドに抗議、審判団に「これ以上物が投げ込まれたら、没収試合にしてほしい」と要請し4分中断、要望書は全く効き目が無かった。

## 表彰選手
| リーグ・リーダー | リーグ・リーダー | リーグ・リーダー | リーグ・リーダー |
| 選手名           | タイトル         | 成績             | 回数             |
| ---------------- | ---------------- | ---------------- | ---------------- |
| 金田留広         | 最優秀選手       |                  | 初受賞           |
| 金田留広         | 最多勝利         | 16勝             | 2年ぶり2度目     |
| 三井雅晴         | 新人王           |                  |                  |

| ベストナイン         | ベストナイン | ベストナイン |
| 選手名               | ポジション   | 回数         |
| -------------------- | ------------ | ------------ |
| 金田留広             | 投手         | 初受賞       |
| 村上公康             | 捕手         | 初受賞       |
| 山崎裕之             | 二塁手       | 3年ぶり4度目 |
| 有藤通世             | 三塁手       | 6年連続6度目 |
| ダイヤモンドクラブ賞 |              |              |
| 選手名               | ポジション   | 回数         |
| 村上公康             | 捕手         | 初受賞       |
| 有藤通世             | 三塁手       | 3年連続3度目 |
| 弘田澄男             | 外野手       | 2年連続2度目 |

## ドラフト
| 順位 | 選手名   | ポジション | 所属         | 結果               |
| ---- | -------- | ---------- | ------------ | ------------------ |
| 1位  | 菊村徳用 | 投手       | 育英高       | 入団               |
| 2位  | 長松純明 | 捕手       | 福岡工業大学 | 入団               |
| 3位  | 芦岡俊明 | 内野手     | 亜細亜大学   | 入団               |
| 4位  | 若林仁   | 投手       | 身延高       | 入団               |
| 5位  | 入沢淳   | 捕手       | 桐蔭学園高   | 入団               |
| 6位  | 石毛宏典 | 内野手     | 市立銚子高   | 拒否・駒澤大学進学 |